# Back Street Girls
『Back Street Girls』（バックストリートガールズ）は、ジャスミン・ギュによる日本の漫画。『週刊ヤングマガジン』（講談社）にて2015年16号から2018年42号まで連載された。極道が性転換して女性アイドルに変身するという斬新な設定が話題を呼んだ。

## あらすじ
暴力団・犬金組の若手組員である、角刈りの「健太郎」、オールバックの「リョウ」、パンチパーマに髭面の「カズ」。彼らは早とちりと早合点が原因で大きなヘマをやらかしてしまい、組長の逆鱗に触れてしまう。その組長の前で「何でもしますから命だけは…」と涙ながらに訴えつつ、必死の土下座で許しを乞う3人に対し、アイドルがいい金儲けになることを聞きつけた組長は、その不始末の落とし前として、強引に性転換と全身整形手術を受けさせた上で女性地下アイドルグループに対抗した女性裏路地アイドルグループ『ゴクドルズ』としてデビューさせてしまう。

## 登場人物
「声」はテレビアニメ版の声優、「演」は実写作品版の俳優。

### ゴクドルズ
とある事件の落とし前として、タイで性転換手術と全身整形をさせられた上で、事実上の美少女として活動するアイドルグループ。秋葉原の裏路地にある「ゴクドルズシアター」で主に活動し、他にもラジオやローカルテレビ局の深夜枠などに出演して秋葉原のヲタクやアイドルヲタクを中心に厚い支持を受けており、CDやDVD、グッズなども販売している。3人は「犬金企画」ビル内の「ゴクドルズ合宿部屋」 にて、ジャージ姿で表向きは合宿と称しつつ実際は監禁生活を送っている。シアターのスタッフは犬金組員の強面ではない連中で構成されており、評判を落とさない程度に客騒動を解決している。また法人申請をしており、それまでのヤクザな商売よりも確実かつ合法的に収益を得ており、犬金組の主な資金源になっている。なお3人は成人男性としては比較的小柄なため、これも性転換させてアイドルデビューさせる一因となった。ただその一方で、フリー百科事典「ワイキペディア」の『ゴクドルズ』の項目には「ゴクドルズ男性説」の記述もあり、「メンバーは元男なのではないか?」という疑念も一部で存在している。また、彼らに酷い目に遭わされた人間達も少なくない。
山本 アイリ（） / 山本 健太郎（）〈本名〉
声 - 貫井柚佳（アイリ）、小野大輔（健太郎） / 演 - 岡本夏美（アイリ）、白洲迅（健太郎）
本作の主人公。28歳。茶髪のセミロングヘアで、ゴクドルズのリーダー。
極道時代は角刈りで、通称「兄貴」。ホルモン剤の投薬をやめると髭が生える。子供時代は実父と実母（声 - 藤田奈央）に捨てられ、祖父に育てられた。そのため、仲間との繋がりを誰よりも大事にし、ゴクドルズの弟分たちのことを第一に考えている。
3人の中では最も今の境遇を恨んでおり、「2、3年辛抱したら引退という形でアイドルを辞めることができる」と我慢して活動している。一方で弟分たちに対しては、現状を受け入れているのならそれでも構わないと意思を尊重している。
作者の次回作『ケンシロウによろしく』で39歳になったアイリが登場。未だにアイドルを続けさせられているが、疲れと年齢が顔に出るようになっている。股関節の痛みを訴えるがレントゲンで男がバレるという理由で整体へ行けと命じられ、沼倉のマッサージ店へ来店。疲れを癒やす快眠のツボを押され美貌が蘇ったが、それによって決まりかけていた引退が延長される。本作と『ケンシロウによろしく』が同じ世界観であることが明らかになった。
立花 マリ（） / 立花 リョウ（）〈本名〉
声 - 前田佳織里（マリ）、日野聡（リョウ） / 演 - 松田るか（マリ）、花沢将人（リョウ）
25歳。金髪のボブヘアで、クールな姉の友達キャラ。
極道時代はオールバックで、通称「リョウ」。犬金組若手最強の潰し屋と呼ばれていた。実父は元極道兼ニューハーフであり、現在も親子確執は続いている。俳優・高村仁の大ファンであり、彼の出演した任侠映画などの影響を受けて極道を目指した経緯を持つ。
3人の中では一番の巨乳で、「今までうつ伏せで寝ていたがそれができなくなった」とぼやいている。ただ、豊胸手術では安価な素材を入れたため、圧迫されると副作用で爆発する身体にもなってしまっている。
甘いものが極端に苦手で、それが原因で彼女のみゆき（声 - 大地葉）と別れた過去を持つ。また、慢性的な痔病持ちでもあり、一通りの痔病を経験しているため医学用語で説明できるほどにもなっている。
アイリ（健太郎）と同じく今の境遇を恨んでいるが、時折女もそんなに悪くないと葛藤することがある。
杉原 チカ（） / 杉原 和彦（）〈本名〉
声 - 赤尾ひかる（チカ）、興津和幸（カズ） / 演 - 坂ノ上茜（チカ）、柾木玲弥（カズ）
23歳。黒髪ツインテールの可愛い妹キャラ。口癖は「ラブラブピョンピョン」。
極道時代はパンチパーマに髭面で、通称「カズ」。高校時代はボクシングをやっていた。健太郎とは同じ高校の先輩後輩の仲で、卒業後は就職するアテもなく途方に暮れていたところを彼に誘われて極道になった経緯を持つ。
3人の中では最も早く現状を受け入れており、言動やしぐさも時々女性らしく振舞い、アイドルも悪くないと思っているが、「それでも極道の魂は捨ててはいない」と兄貴達に誓っている。
リナ / ジョージ〈本名〉
声 - 高橋未奈美（リナ）、川田紳司（ジョージ）
ゴクドルズの研究生・第1期生。25歳。
アメリカ人で、ニューヨークの貧民街出身。ブルックリンのイタリアンマフィア「GOD MONEY」の構成員。母方の祖母が日本人のクォーターで、それなりに日本語が話せる。犬金組長がアメリカに居たころにドンと懇意にしていたこともあり、犯した失態の罰としてアイドルグループ運営のノウハウ獲得のために犬金組に送られ、性転換と全身整形手術を受けさせられる。だが、アイドルグループの運営が面倒くさいことを知ってあっさりと断念したドンが犬金組長に譲り渡したため、そのままゴクドルズの一員（研究生）となる。そのあともドンは何回か来日し犬金組長の下にも訪れており帰国できるチャンスもあったが、結局どれもなかったことにされ、ゴクドルズ脱退⇒再加入を繰り返している。木下からは面談時の会話の行き違いで「貧民街出身の極貧大家族の長女で、家を助けるためと、餓死した弟への贖罪のためにアイドルになろうと来日した」と勘違いされている。
女好きであることを公言しており、ゴクドルズ加入後もニューヨークに残した彼女のアンジェリナ（声 - 櫻庭有紗）とセックスしたいと発言したため犬金組長の逆鱗に触れてしまい、修行部屋で1週間ポルノ視聴の刑 に処される。
ついに我慢の限界となり、パスポートは没収された身でありながら手製の丸太のいかだで極秘に単身で国外脱出を図る。のちインド洋を渡ってアフリカに辿り着いたところをテレビのニュースで紹介され、偶然それを観ていたゴクドルズの三人はジョージがアフリカで有名人になっていることを知る。
中村 結衣（）
声 - 真野あゆみ / 演 - 小宮有紗（テレビドラマ版）
ゴクドルズの研究生・第2期生。17歳。高校生。
ゴクドルズ唯一の純粋な女性かつカタギ。もちろん（リナも含めて）ゴクドルズのメンバー全員が元男であることは知らない。性格は良く言えば明るくひたむき、悪く言えば能天気。本人はあまり話したがらないが、複雑な家庭環境に生まれ育ったため、家庭不和の元凶である父に恨みを抱いており、その影響で中年男性を忌み嫌っている。
ゴクドルズ加入を夢見て青森から単身上京し、犬金組長への直談判で認められ研究生として加入。レッスン以外にリナと組んで研究生ユニット「リナ&ユイ」としても活動、少しずつ人気が出てきている。加入直後でまだ人気が無い中で自信をなくし、心が折れかけていた時にゴクドルズ被害者の会が作った「HGSプロダクション」から引き抜き工作を受けたことで真剣に悩んだが、アイリの励ましを受けてゴクドルズに留まった。ただし、家庭の事情で一度脱退を決意し、青森に帰ろうとしたこともあった。
犬金組長も、「本物の女性」が入ってきたことや、彼女が直談判する姿を見て自身の若いころとオーバーラップさせた ことで、彼女にだけは無茶を要求しない上に甘やかしている。研究生としてゴクドルズに加入してからは、組長自身の計らいで犬金組が経営する高級マンションの最上階で無償で住まわせてもらっている他、食費や学費、お小遣いなど生活費全てを組の資金で賄ってもらっている。

### ゴクドルズの関係者
犬金 鬼万次郎（いぬがね きまんじろう）
声 - 藤原啓治 / 演 - 岩城滉一
関東有数の暴力団「大酷会」分家の「犬金組」の組長。65歳。
犬金企画の社長兼プロデューサー兼作詞家でもある。アイドルという商売は儲かることに目を付け、ヘマをやらかした子分3人を性転換させ、アイドルグループ「ゴクドルズ」を結成させる。犬金組を脅かす者には苛烈な仕打ちを与え、過去にも本家の直系の組ですら問答無用で潰した実績があることから、裏の世界では「悪魔」と恐れられている。田中なつ子とは極秘に結婚しているものの、彼女の芸能活動を尊重しているため、婚姻関係にあることは世間には知られていない。
アメリカ・ニューヨーク生まれの日系アメリカ人で、18歳のころに兵庫県に居を構える関西有数の組「大儲組」に憧れて来日し、押しかけ同然で入ったため、時々関西弁が出る。組から独立しようとした際に、先代（声 - 武虎）の計らいで兄弟分である「大酷会」の会長から東京のシマを譲ってもらい、そこを拠点に現在の犬金組にまで大きくした過去を持つため先代には恩義を感じており、今でも時々先代の墓参りに訪れる。
最初の内は金儲けだけの目的でゴクドルズを運営し、秋葉原の路地裏に「ゴクドルズシアター」を設立して営業していたが、元々興行関係における商才がある上にヤクザよりも合法的に金儲けができることと、ゴクドルズをメディア展開させて有名にさせる嬉しさに加えて自分で歌詞を作る楽しさも覚え、今やもっぱらゴクドルズの運営がライフワークとなってしまっている。
ゴクドルズを「おもちゃ」と呼び暴力を振るったり、フリー百科事典「ワイキペディア」での記載内容が事実と異なっていても強引にそれに合わせようとしたり、他の組員にすら手術を受けさせた上で「先生」と呼ばせる。そしてゴクドルズの運営にかまけてばかりで徐々に暴走気味になってきたため、組員たちもついていけないと次々と逃げ出していってしまう。終いにはDr.ピヤポンとの密会現場を隠し撮りされた上に、「週刊スクープ」にてゴクドルズ元男性説の噂を裏付けるかのような写真と記事を暴露されたことでゴクドルズが解散危機に陥ったため、自らの意思で男性器を切除、そして後日ファンの前でゴクドルズ男性説を否定した上で、Dr.ピヤポンとの密会は「自分が手術を依頼して男性器を切除するためだった」と誤魔化した（併せて男性器を切除したあとの下半身も晒した）。
ゴクドルズに対して自分の無茶な命令に従えなかった場合の折檻としての暴力描写が非常に多く、悪魔と恐れられているが性転換していない女性に対しては一度も暴力をふるったことが無く、「女の子に手を出しちゃダメだろ」と、組の為になつ子に暴力をふるった組員に対して非道なお仕置きを科す場面もある。
ゴクドルズの醜態をテレビで放映した講談テレビのプロデューサーに大激怒し、一人で殴り込みをかけてプロデューサーに傷害を負わせたことで逮捕される。そしてテレビニュースでは、正体は暴力団組長であったこと、余罪があったことも晒される。
マンダリン木下（マンダリンきのした）
声 - 諏訪部順一
ゴクドルズのマネージャー兼プロデューサーを務める男性。数年間少女心理学の研究を重ね、日本初の少女学博士（講談大学 大学院基礎文化研究科 少女心理学専攻）という肩書きを持つ心理学の博士でもある。数々のアイドルをトップスターに仕立て上げたマネージャー界の生きる伝説で、彼の手にかかれば成功できないアイドルはいない。しかし、犬金組とは関係の無いカタギであるためゴクドルズの正体は知らず、彼（女）らのアイドルとしては考えられない言動や行動が理解できずに四苦八苦している。
苦悩している間に犬金組長から「やっぱり要らない」とあっさり解雇されたが、それでもゴクドルズが忘れられず、真のアイドルを見出すために韓国に渡り、性転換手術を受けて女性となる。帰国後、新たに募集中であったゴクドルズの新マネージャーの浅井ゆりな（あさい ゆりな）として採用され、3人を骨抜きにしたが、あまりの美貌とプロポーションから3人に悪影響を及ぼすと判断され再びクビになる。結局は再度性転換手術を受け男性に戻り、やはり木下が良いとの組長の要請でゴクドルズのマネージャーとして復帰する。ただ、切除した自身の男性器は既に処分されていたため、男性器を保管しているという医師の話を聞き、タイのDr.ピヤポンの下を訪れ、偶然にもリナ（ジョージ）の男性器を移植してしまった。
田中 なつ子（）
声 - 斉藤貴美子
世間では名の知れた 大御所演歌歌手。57歳。眉間に大きなほくろがある。
犬金組長の妻であるが、極秘結婚していることは公にしていないため、このことは世間には知られていない。着物を普段着にしており、1980年代の塩沢ときのようなボリュームのあるヘアスタイルで凄味を見せる。毒舌家であり、歌の勝負で負けた過去を持つためアイドル嫌いの新人キラーでもある。犬金組長も惚れた弱みから唯一頭が上がらず、ゴクドルズの悪口を言われて激怒する組員を逆に抑えるなど彼女を優先に選んでおり、ゴクドルズとの確執に頭を悩ませている。
夫がアイドルを妾にしようとゴクドルズと浮気していると勘違いしていた。夫との話し合いの行き違いで復讐を決意、ゴクドルズ被害者の会に入って陰謀の首謀者となるが、夫の行動で誤解が解けた。この件で組長夫婦のことは犬金組関係者のみの秘密となる。実は組長との間で「子供たちだけでラグビーチームを作る」と約束しており、既に子供を14人儲けている。あと一人というところで組長が男性器を切除してしまったため、悔しさのあまり組長相手に「NO SEX NO LIFE」「I WANT A BABY」とプリントされたTシャツを見せて怒りをぶちまける。長男は裸首（らぐび）という名前の31歳でヒップホップとギャングをやっており、末子は乳児である。なお、そのうちの1人がゴクドルズへのトレーニングのために彼（女）らに一時預けられている。
永田 晃司（）
声 - 間宮康弘
ゴクドルズが憧れていた兄貴で犬金組若頭。物語序盤では殺人罪で刑務所に服役していたが、実はゴクドルズが余計なおせっかいをした結果服役するハメになった。このことについて、ゴクドルズは慙愧の念に堪えないでいる。後に服役を終え犬金組に戻るも、かつて慕ってくれた健太郎たち3人が性転換と全身整形をしてゴクドルズとしてアイドル活動していたことに激しい衝撃を受ける。後にゴクドルズのボディーガードとして活動し、ユイから「安全くん」と呼ばれ親しい仲になり、ユイが祖母の件で青森に帰ろうとした時、アイドルの夢を諦めてもらわないよう、結果として祖母と結婚し、青森に移住した。その後、「カシラリンゴ」というブランドを立ち上げた模様。
木村（）
声 - 花江夏樹 / 演 - 菅谷哲也
ゴクドルズの付き人。犬金組の若い衆で、ゴクドルズメンバーの極道時代の弟分。現在はチカのファンである。後にゴクドルズ関係でカリンと顔を合わせる内に恋仲となるが破局、チカを前にしてチカのイラスト入りブリーフを穿きながら「俺にはもう兄貴（チカ）しかいない」と涙ながらに言い放ったところを犬金組長に聞かれてしまい、Dr.ピヤポンの手で頭の左右に女性の乳房のようなコブを作らされる。犬金組に遊びに来ていたスティーブがその姿を見て気に入り、アメリカに渡ることとなる。のち、アメリカで人気者となった姿を、ゴクドルズの三人はたまたま観ていたテレビニュースで知る。
溝口 カリン（）
声 - 茅野愛衣
ゴクドルズのスタイリスト。「女性ならでは」のスキンシップで彼（女）らを虜にする。後にゴクドルズ関係で顔を合わせる木村と恋仲になる。
ドン・スティーブ
声 - 楠大典
犬金組長の兄弟分で、アメリカ・ニューヨークのブルックリンに居を構えるイタリアンマフィア「GOD MONEY」の首領（ドン）。犬金がニューヨークに居たころからの幼馴染でもあり、犬金組長を合わせ鏡で見たような、よく似た性格の持ち主。
犬金組長がゴクドルズで大儲けしていると聞き、アメリカでも大儲けしようと企み、丁度ジョージが失態を犯したのを機にジョージを日本に向かわせ、アイドルのノウハウを学ばせようとした。後に性転換してリナとなったジョージを引き取りに来日したが、アイドルグループの運営が面倒くさいことを知り計画を断念、マフィアに戻しても意味がないということでそのままリナを犬金組長に譲り渡した。
マリ（リョウ）の実父
声 - 乃村健次 / 演 - 中野英雄（テレビドラマ版）
元極道の男性。リョウが15歳の時、リョウに対しては「息子には極道になってほしくない」「悔いのない人生を送ってほしい」と押し付けたため親子で口論となった挙句、リョウが実父に反目し家を出て行く原因となった。その後は長らく疎遠であったが、久しぶりに再会したらニューハーフとなっていた。テレビアニメ版では、マリ（リョウ）に「これからは父さんではなく、母さんだ」と宣言している。
チカ（和彦）の両親
声 - 梅津秀行（父）
チカ（和彦）が事情を説明するために帰郷した際、最初は新手のオレオレ詐欺かと思って信用していなかったが、書類などの証拠を見てようやく信じるもあまりの展開に卒倒し、和彦が自ら望んで性転換したと思い込んでいる。後に休暇の度に帰郷するも、いきなり女になった和彦を受け入れるのに戸惑い、「かずひこ」と呼んだり、和彦の自室をそれまで置いていたトレーニング用具を処分して少女趣味な部屋に模様替えするなど、それなりに気を利かせている。
ユイの祖母
勢いで熟年離婚をして以来、一人寂しく暮らしており、ユイに自身の寂しさを吐露したことから、ユイが一時期ゴクドルズを脱退して青森に帰ろうとしていた。しかし、ユイにアイドルの夢を諦めてもらわないよう、彼女を説得した永田と再婚した。
Dr.ピヤポン
声 - 柳田淳一
犬金組長の協力者。タイ・バンコク在住の有名な外科医で、ゴクドルズなどに手術を施した医師。「週刊スクープ」では『性転換の父』と書かれるほど腕が良く、これまでに数々の整形手術や性転換手術を請け負ってきたことから日本でも知る人ぞ知る存在である。ただ、手術が混んでくると一部の手術をこっそり助手の看護師に任せるなど、かなりいい加減なところもある。
切り取った数々の（動物も含めて）陰茎（男性器）を多数保管しているほか、時々手術を施した者に対する「メンテナンス」と称して来日しており、犬金組長の下にも通訳を伴い挨拶に訪れている。
犬金組長との密会現場の写真が「週刊スクープ」にタレこまれた際には、編集部のデスクは「前代未聞の大スクープだ」と言い放ち、週刊誌には後日その写真とともに巷で流れているゴクドルズ元男性説を裏付けるかのような記事が掲載された。

### ゴクドルズ被害者の会
岡本 鉄平（）
声 - 斧アツシ
ゴクドルズ被害者の会の会長。67歳、独身。卵掛け御飯専門店「元祖 卵掛け御飯」の2代目店主で、向かいの中華屋で皿洗いのバイトもして生活していた。ゴクドルズが出演したグルメ番組がきっかけで84年間続いた店が潰れたことから、村上裕子とともにゴクドルズ被害者の会を結成。その後、村上裕子と会合を重ねているうちに深い仲となり、そのまま入籍してしまう。そして店を新たに「HGS社交クラブ」へと名を変え、社交ダンスクラブとして営業、大会で優勝できるほどに実力を上げ、店を成功させている。
村上 裕子（）
声 - 恒松あゆみ
ゴクドルズ被害者の会の副会長。62歳。夫（声 - 川津泰彦）と息子のひろしがいるパート主婦だったが、夫と息子がマリのファン（マリヲタ）になったことで家庭崩壊し、離婚。その後、岡本鉄平と再婚する。
竹村 真治（）
声 - 福島潤
元犬金組の金庫番。32歳。横領がバレて性転換と全身整形手術させられたが、「顔が気持ち悪い」という理由で破門される。後に兄貴分の岩村の案に乗り被害者の会に入会、そして活動していく中で岩村と相思相愛の仲になる。男だったころはアイドルになるくらいなら死を選ぶくらい男らしい性格だったが、性転換して女になるにあたり、吹っ切れて女っぽい性格になった。
岩村 太郎（）
声 - 江川央生
犬金組No.5。46歳。ゴクドルズの顔に怪我をさせたことが原因で組長の逆鱗に触れ、豊胸手術を強いられる。その恨みからゴクドルズに一泡吹かせようと、組長に内緒で弟分の竹村と共に被害者の会に入会する。活動していく中で竹村と相思相愛の仲になる。

### その他
小黒田 徹（）
声 - 青山穣 / 演 - 小沢仁志
小黒田組の組長。ゴクドルズのカタキ。ゴクドルズの3人は彼が自分達をアイドル業界へと引きずり込んだ全ての元凶だと思い込んでいる（実際は3人の早合点によるもので、完全な逆恨みである）。事件を起こして指名手配され逃亡中の身だったが、ゴクドルズの大ファンでもあり、捜査網を潜り抜けて握手会に訪れる。握手会で再会した際にアイリが怒りを露わにしかけたため、その様子を見たファンから「アイリにセクハラをした」と勘違いされ、取り押さえられた末に痴漢容疑で逮捕された。
オイルショック山越（オイルショックやまこし）
声 - 高木渉
超大物アートディレクター兼業界一ヒットメーカー兼変態毒舌家。65歳。通称「オイ山」。彼の被写体になったアイドルは成功を収めていると言われているほど実力はあるが、性格が悪く、睨まれたアイドルは潰されるとも言われている。ゴクドルズのグラビア撮影ではアイリの態度が気に入らないといびりに入ったが、木下の代理で撮影現場に来ていた犬金組長を激怒させてしまい、「家族全員南米移住か、土の下か」と選択を迫られ、結局は家族共々南米に移住した。
「和洋街」のオヤジ
声 - 相馬康一 / 演 - 大杉漣（友情出演）
健太郎（アイリ）が犬金組に入りたてのころから通っていた居酒屋「和洋街」の店主。ヤクザは嫌いであったが、健太郎の愚痴を親身に聞き、彼の優しさを知り気に入っていた。健太郎が（性転換させられた後）1年間来店しなかったため、抗争で命を落としたと思い込み惜しんでいたが、アイリとなった健太郎が来店した際、酒と肴の選び方、そして呑む仕草が健太郎に似ていることを気に入り（アイリ＝健太郎であることに気付いていないが）、以後はアイリが訪れる度に話し相手になってあげている。しかし、アイリが多忙となりしばらく店を訪れていない間に不景気で店が潰れかかったことから、講談テレビの「潰れかけ店を起こせ〜!」の第一号として選ばれてしまう。取材でゴクドルズが訪れた時には意気消沈していたが、アイリの必死の説得により再びヤル気を起こして奮起するも、その様子をテレビに流したところ、あまりにもアイドルらしくないヤラセっぽい内容に不評が不評を呼び、結局28年続いた店を畳んでしまう。
村上 ひろし（）
声 - 野島裕史
村上裕子の息子で、自室をマリのグッズで埋め尽くしているほどのマリヲタ。30代で無職。自己中心的な性格で、マリ絡みになると周りが見えなくなる。テレビアニメ版では「1年間引きこもり」が追加されているが、ゴクドルズの影響でシアターまで足を運ぶほどに引きこもりが改善されている。後に父親もマリヲタ だったことが発覚し、離婚後は父親に引き取られた。その後は父親共々ホームレスと化している。
講談テレビプロデューサー
声 - 家中宏
地元ローカル局「講談テレビ」のプロデューサーで、「下町の隠れ味を探せ!」担当。視聴者層の幅を広げようとゲストにゴクドルズを指名、好評だったことから以後は常連ゲストとして出演させる。適当に考える性格の持ち主であり、後先考えずに面白ければそれでいいと軽い感じで編集するため、今まで受け持った番組はどれも長続きせず、「元祖 卵掛け御飯」や「和洋街」をはじめとする、出演した店を潰した遠因ともなっている。その適当な仕事っぷりに、局内の同僚からも「クソP」と陰口を叩かれている。後に番組打ち切りが確定したことで逆恨みし、爪痕を遺そうとこれまでカットしていたゴクドルズの醜態をノーカットで放送した。このせいでゴクドルズが契約していた番組が全てキャンセルされてしまったことで、番組を観ていた犬金組長の逆鱗に触れ、制裁を加えられた（ただしその場で犬金組長も逮捕されてしまう）。
講談テレビディレクター
声 - 徳本英一郎
講談テレビのディレクター。プロデューサーとは対照的に常識人で、局内の同僚と同じくプロデューサーのことは「クソP」と陰で見下している。プロデューサーがこれまでカットしていたゴクドルズの醜態をノーカットで放送した際、それを嘲笑うプロデューサーの隣で一人困惑した顔になっていた。
講談テレビレポーター
声 - 江越彬紀
講談テレビのレポーター。アフロヘアーが特徴。「下町の隠れ味を探せ！」などでゴクドルズと共演し、ゴクドルズのアイドルらしくないツッコミに戸惑いながらもフォローを入れている。特別企画でゴクドルズの私生活などを取材する際に、閉鎖的で猟奇じみた私生活などに困惑した。
ラジオ番組の司会者
声 - 松本忍
犬金組長が初めてのメディア展開として大金をはたいて契約し、ゴクドルズが出演しているラジオ番組の司会者の男。マッシュルームカットが特徴で、ノリのいい関西弁で番組を進行する。ゴクドルズ（特にマリ）のアイドルらしくない会話に戸惑いながらも、なんとか彼（女）らのフォローをする。
ラン
声 - 茜屋日海夏
和彦の元恋人で、8年付き合っていた。3人で小黒田組にカチコミをかける前に和彦からプロポーズされ受諾、そして和彦が戻ってくるのを待つ約束をしたが、性転換して1年間行方不明になっていた間に和彦を待つのを諦め、アイドルヲタクと交際していた。男の趣味に合わせる性格で、和彦と交際していた時はヘビメタ趣味だったが、アイドルヲタクと交際するにあたってロリータファッションと豊胸手術をした。ゴクドルズシアターに男と一緒に来ていた姿を見たチカ（和彦）は理性を失い、「仁義なき恋」を恨み節で改変して歌った。なお、この時のライブは後に伝説として語り継がれることになったが、組長の怒りを買ったチカはその直後に制裁を加えられ、表向きは交通事故に遭ったという名目で入院した。
藤井（）
ゴクドルズのファンで、マリヲタ。夜中にゴクドルズシアターの前を通りかかった時に、休暇で泥酔していたマリを発見。人生に転機が訪れたと勝手に解釈して自営の工場へ監禁、その場で友人でアイリヲタの澤藤とチカヲタの佐原をそそのかして「ゴクドルズ教」を発起する。最終的にはアイリとチカも拉致して我が物にしようと目論むも、黒ミサじみた儀式で焚いた火の煙が工場内に充満し、目が覚めたマリの胸が圧迫により爆発、その隙にマリには逃げられ、騒ぎを聞きつけた住民の通報により放火などの疑いで逮捕された。この時にはハイになりすぎて精神が破綻しており、支離滅裂な言葉を撒き散らしていた。
高村 仁（）
声 - 小山力也
大物俳優。主に任侠映画などに出演し、渋みのある演技と、笑顔を見せない寡黙さで絶大な人気を誇り、マリ（リョウ）も彼に憧れている。実際は笑うとギャップの激しい笑顔になるためあえて人前で笑わないだけで、実はチカの大ファンでもあり、彼女の前だと緊張して無口になる。マリにカミングアウトしてからは吹っ切れた模様で、後の悩み相談会では個室での相談であることを利用し、脅迫に近い形でチカにキスを迫った。
タイ語通訳者
Dr.ピヤポンが来日中に随行していた、タイ語を通訳する日本人男性。犬金組長とDr.ピヤポンとの会談中、2人の間に立って通訳していたものの、2人とも互いに相手に嫌味を言うため困惑しつつもそのまま通訳すると、激怒した2人から理不尽な暴力を振るわれてしまう。怒りのあまり、2人の密会現場を隠し撮りし「週刊スクープ」にそのネタを売り渡して週刊誌が記事にしたことから、ゴクドルズが解散危機に陥ってしまう（犬金組長自身も性転換してしまう遠因になった）。

### 映画版のみに登場する人物
山城 麗華
演 - 浅川梨奈
島崎 美沙
演 - 秋山莉奈
陣内 由希子
演 - 高嶋香帆
小泉 成二
演 - 桜田通

## ゴクドルズの曲
全て犬金組長が作詞している。
恋のサカズキ
最初の曲。
仁義なき恋
チカが性転換する前に付き合っていた元カノへの恨み節で歌った「伝説のライブVer.」がある。
恋の潰し屋
マリがセンターになって歌う曲。
夢のシマへ
かつて先代からシマを譲ってもらい、現代の犬金組になった思い出を綴った曲。
暖かいその指 〜真夏の粉〜
指の大切さと、しかし例え指を失っても魔法の粉で何もかも忘れようという思いが込められている曲。
戻ってきたキミへ
自由なんかあげるか♡
3人があえて組長にボコボコにされて休みをとろうと覚悟したことに対して、組長が返答として考えた曲。初お披露目として「いきなり‼︎特別コスプレイベント」を開催し、重傷の3人（アイリに至っては危篤状態）を舞台に立たせた。
ハートに3連発
怒ってんの?
犬金組長が組員を破門にする際の辛い心境を明るくPOPに綴った曲。
親の教え
シングルCD発売を記念して100時間握手会を開催した。
宇宙級の愛
犬金組長が妻・なつ子への愛を詩として捧げた曲。なつ子だけのために作られ、なつ子だけの前で披露された曲であり、未発表曲。
愛の懲役
助けてください
シノギ・ラブ
永遠にあたしの用心棒
親に感謝
あたしは倒れない
キミとの長い旅
天使達の抗争
乗り越えれば自由
分裂だけはダメ
組の解散危機すらそっちのけで考えた曲。

## 書誌情報
- ジャスミン・ギュ 『Back Street Girls』 講談社〈ヤンマガKCスペシャル〉、全12巻
  1. 2015年8月6日発売[8] ISBN 978-4-06-382649-4
  2. 2015年12月4日発売[9] ISBN 978-4-06-382711-8
  3. 2016年3月4日発売[10] ISBN 978-4-06-382742-2
  4. 2016年7月6日発売[11] ISBN 978-4-06-382808-5
  5. 2016年10月6日発売[12] ISBN 978-4-06-382859-7
  6. 2017年2月6日発売[13] ISBN 978-4-06-382903-7
  7. 2017年5月2日発売[14] ISBN 978-4-06-382963-1
  8. 2017年9月6日発売[15] ISBN 978-4-06-510151-3
  9. 2017年12月6日発売[16] ISBN 978-4-06-510541-2
  10. 2018年3月6日発売[17] ISBN 978-4-06-511078-2
  11. 2018年6月6日発売[18] ISBN 978-4-06-511761-3
  12. 2019年1月4日発売[19] ISBN 978-4-06-514159-5

## テレビアニメ
『Back Street Girls -ゴクドルズ-』のタイトルで、2018年7月より9月までBS11ほかにて放送された。ナレーションは柳田淳一。1回につき5 - 6話分のショートストーリーが放送されるというスタイルだった。
本作はアニメ作品でありながら映像は静止画で構成されており、人物が動く描写は口パク程度で歌唱シーンを含めてほとんど存在しない。一部の擬音は、原作漫画と同じく文字で表現が行われている。また、原作に登場する一部の用語は、音による処理が行われている。なお、アニメ放送当時は原作版の連載が続いていたため結末はほぼアニメオリジナルになっている。
オープニングは小林元子の振付によるゴクドルズのシルエットダンスが用いられている。このシルエットは、監督である今千秋自ら3種類のカツラを付け替えて撮影された3人分の踊りが使用されている。これに関して、本作が動かないアニメとして制作されており、オープニングも従来と異なる作りが求められたことによる。
2019年3月6日にBlu-ray BOX (VPXY-71641) およびDVD-BOX (VPBY-14742) が発売。

### スタッフ
- 原作 - ジャスミン・ギュ[23]
- 監督・絵コンテ・演出 - 今千秋[23]
- シリーズ構成 - 山川進[24]
- 作画監督 - 梶谷光春[24]
- 美術監督 - 黒田友範
- 色彩設計 - 店橋真弓
- 撮影監督 - 福世晋吾
- 編集 - 山岸歩奈美
- 音響監督 - 明田川仁[23]
- 音響制作 - マジックカプセル[23]
- 音楽 - 月蝕會議[25]
- 音楽制作 - ユニバーサルミュージック / EMI Records[25]
- アニメーション制作 - J.C.STAFF[23]
- 音楽プロデューサー - 北村亮介
- プロデューサー - 小田元浩、栃倉千穂
- アニメーション制作プロデューサー - 松尾洸甫
- 製作 - 犬金企画（東映ビデオ、講談社）[24]

### 主題歌
特記がない限り、歌はゴクドルズ虹組（貫井柚佳、前田佳織里、赤尾ひかる）。第7話では、オープニング・エンディングともにゴクドルズ漢組（小野大輔、日野聡、興津和幸）が担当。

#### オープニング・エンディング
「ゴクドルミュージック」
オープニングテーマ。作詞・作曲・編曲は大石昌良。
「星のかたち」
エンディングテーマ。作詞はTaku Inoue、作曲はCHI-MEY。

#### 挿入歌
作詞はジャスミン・ギュ、作曲・編曲は月蝕會議。
「恋のサカズキ」
第1話・第6話挿入歌。第6話ではアイリが歌唱。
「仁義なき恋」
第4話挿入歌。
「恋の潰し屋」
第4話・第7話挿入歌。第7話ではゆいが歌唱。
「自由なんかあげるか」
第6話挿入歌。
「怒ってんの？」
第6話挿入歌。
「夢のシマへ」
第7話挿入歌。
「宇宙級の愛」
第9話挿入歌。
「愛の懲役」
第10話挿入歌。

### 各話リスト
| 話数   | サブタイトル                    | 脚本          |
| ------ | ------------------------------- | ------------- |
| 第1話  | #1 わしらアイドル始めました。   | 山川進        |
| 第1話  | #2 親分！先生？プロデューサー!? | 山川進        |
| 第1話  | #3 甘酸っぱい思い出             | 山川進        |
| 第1話  | #4 わかってくれてる             | 山川進        |
| 第1話  | #5 打倒!!ヤクザ!!               | 山川進        |
| 第2話  | #6 だって‥‥                     | 山川進        |
| 第2話  | #7 ありえない                   | 山川進        |
| 第2話  | #8 トークの秘訣♡                | 山川進        |
| 第2話  | #9 女子コミとは？               | 山川進        |
| 第2話  | #10 愛し合ってるかい？          | 山川進        |
| 第3話  | #11 少女マスター                | 山川進        |
| 第3話  | #12 銀幕の星                    | 山川進        |
| 第3話  | #13 やり直したい                | 山川進        |
| 第3話  | #14 第四の男                    | 山川進        |
| 第3話  | #15 極道でアイドル              | 山川進        |
| 第4話  | #16 ゴクドルズの秘密            | 山川進        |
| 第4話  | #17 伝説のライブ                | 山川進        |
| 第4話  | #18 超愛（スーパーラブ）        | 山川進        |
| 第4話  | #19 ソウルフード                | 山川進        |
| 第4話  | #20 キズ                        | 山川進        |
| 第4話  | #21 恨みます                    | 山川進        |
| 第5話  | #22 栄光なき勝者                | 山川進        |
| 第5話  | #23 男惚れ                      | 山川進        |
| 第5話  | #24 ジャパニーズ・ドリーム      | 山川進        |
| 第5話  | #25 ドンと親分                  | 山川進        |
| 第5話  | #26 家族の絆                    | 山川進        |
| 第5話  | #27 ゴクドルズ被害者の会にて    | 山川進        |
| 第6話  | #28 労働者よ､団結せよ！         | 山川進        |
| 第6話  | #29 対決ババァ                  | 山川進        |
| 第6話  | #30 ピジョン                    | 山川進        |
| 第6話  | #31 Honesty                     | 山川進        |
| 第6話  | #32 夫婦善哉                    | 山川進        |
| 第6話  | #33 5人の悪魔                   | 山川進        |
| 第7話  | #34 ニルヴァーナ                | 山川進        |
| 第7話  | #35 大切なもの                  | 山川進        |
| 第7話  | #36 親の教え                    | 山川進        |
| 第7話  | #37 大物ルーキー                | 山川進        |
| 第7話  | #38 女子高生                    | 山川進        |
| 第7話  | #39 先輩後輩                    | 山川進        |
| 第8話  | #40 ドッキリ                    | 山川進        |
| 第8話  | #41 勇気をあげる                | 山川進        |
| 第8話  | #42 Shall we dance or revenge?  | 山川進        |
| 第8話  | #43 面接                        | 山川進        |
| 第8話  | #44 下半身の出来事              | 山川進        |
| 第8話  | #45 ヒゲとボイン                | 山川進        |
| 第9話  | #46 路線変更                    | 山川進 今千秋 |
| 第9話  | #47 My Angel                    | 山川進 今千秋 |
| 第9話  | #48 さすがです!!                | 山川進 今千秋 |
| 第9話  | #49 愛惨々と・・                | 山川進 今千秋 |
| 第9話  | #50 愛燦爛と                    | 山川進 今千秋 |
| 第9話  | #51 やさしさに包まれて          | 山川進 今千秋 |
| 第9話  | #52 取材                        | 山川進 今千秋 |
| 第10話 | #53 極道魂                      | 山川進        |
| 第10話 | #54 水の泡                      | 山川進        |
| 第10話 | #55 Hell プ ミー                | 山川進        |
| 第10話 | #56 卒業                        | 山川進        |
| 第10話 | #57 ステップアップ              | 山川進        |
| 第10話 | #58 最終回・・                  | 山川進        |

### 放送局
| 放送期間              | 放送時間                     | 放送局   | 対象地域   | 備考                      |
| --------------------- | ---------------------------- | -------- | ---------- | ------------------------- |
| 2018年7月4日 - 9月5日 | 水曜 1:00 - 1:30（火曜深夜） | BS11     | 日本全域   | BS放送 / 『ANIME+』枠     |
|                       | 水曜 1:40 - 2:10（火曜深夜） | TOKYO MX | 東京都     |                           |
|                       | 水曜 3:00 - 3:30（火曜深夜） | 毎日放送 | 近畿広域圏 | 『アニメ特区』第2部       |
| 2018年7月7日 - 9月8日 | 土曜 23:30 - 日曜 0:00       | AT-X     | 日本全域   | CS放送 / リピート放送あり |

インターネットでは、Netflixにて中国を除く全世界で、中国ではbilibiliにて配信が行われている。

## 実写作品

### 映画
『BACK STREET GIRLS -ゴクドルズ-』のタイトルで、2019年2月8日公開。
主演女優3人が劇中で演じたゴクドルズのデビューアルバム『IDOL Kills』が、2月13日に発売された。

#### 主題歌
- ゴクドルズ「ヴィーナス」（ユニバーサルミュージック / EMI Records）

#### スタッフ（映画）
- 監督：原桂之介
- 製作：村松秀信、岡田武士、瀬井哲也、木下直哉、中野伸二
- 原作：ジャスミン・ギュ「Back Street Girls」（講談社「ヤンマガKC」刊）
- エグゼクティブプロデューサー：岡本東郎、丸山博雄
- 企画・プロデュース：紀伊宗之、伊藤秀裕
- プロデューサー：小杉宝、阿部誠、行実良、村島亘、佐藤敏宏、三浦和佳奈
- アシスタントプロデューサー：田中亮祐
- キャスティングプロデューサー：山口正志
- スタントコーディネーター：大石将史
- 音楽：伊東正美
- 脚本：増本庄一郎、伊藤秀裕
- 脚本協力：吹原幸太、佐東みどり
- 撮影：加藤十大
- 照明：志村昭裕
- 録音：西條博介
- 美術・装飾：田口貴久
- 編集：目見田健
- 音響効果：渋谷圭介
- キャスティング：田山大悟
- 演技事務：出射均
- 助監督：大津是
- 制作担当：伊藤友子
- 制作協力：芳賀正光
- アイドルキャスティング：工藤浩明
- 監督助手：岩坪梨絵
- 小道具：今村昌平
- 操演：船越幹雄
- ガンエフェクト：近藤佳徳
- 盃事指導：城春樹
- 医療指導：山本昌督、松島由貴子、松本阿耶子
- 医事指導：佐藤知行
- 衣装：岡本華菜子
- メイク：梅原さとこ
- ステージ衣装デザイン：D
- ステージ衣装製作：根津梢
- ゴクドルズ振付・指導：左 HIDALI
- 麗華振付・指導：井水優菜
- VFXプロデューサー：芳賀寛之（HIプロジェクト）
- 宣伝プロデューサー：是木良介
- 配給：東映
- 制作プロダクション：エクセレントフィルムズ
- 製作：映画「ゴクドルズ」製作委員会（東映、ユニバーサルミュージック、VAP、木下グループ、毎日放送）

### テレビドラマ
2019年1月27日、毎日放送の制作により、TBSをはじめとする同系列局で放送の「ドラマイズム」枠での実写テレビドラマ化が発表され、2月18日から3月25日まで放送された。
序盤は映画版に沿っているため映画版と同じシーンも登場するが、若干展開が異なり映画版にはないシーンも登場する。また、アイリ・マリ・チカが心の中でツッコミを入れているシーンでは、アイリ・マリ・チカそれぞれの顔に健太郎・和彦・リョウの顔を被せて合成し、健太郎・和彦・リョウの声でツッコミを入れている点が映画版と異なる。

#### スタッフ（テレビドラマ）
- 監督：原桂之介
- 原作：ジャスミン・ギュ「Back Street Girls」（講談社「ヤンマガＫＣ」刊）
- 脚本：伊藤秀裕、吹原幸太、佐東みどり
- 音楽：伊東正美
- オープニングテーマ：ゴクドルズ「恋して♡愛して♡養って♡」（ユニバーサルミュージック/ EMI Records）
- エンディングテーマ：ゴクドルズ（ユニバーサルミュージック/ EMI Records）
  - 「酒と泪と男が女」（第1話）
  - 「Verbena」（第2話）
  - 「Why」（第3話）
  - 「妄想レッツGO!」（第4話）
  - 「恋のサカズキ」（性転換前、第5話）
  - 「ヴィーナス」（最終話）
- 劇中曲：ゴクドルズ（ユニバーサルミュージック/ EMI Records）
  - 「恋のサカズキ」
  - 「怒ってんの？」
  - 「夢のシマへ」
  - 「あたたかいその指」
- エゼクティブプロデューサー：加藤和夫、阿部誠、丸山博雄
- 企画・プロデュース：伊藤秀裕
- プロデューサー：小田元浩、北村亮介、南薗啓介、村島亘、佐藤敏宏、三浦和佳奈
- キャスティングプロデューサー：山口正志
- 撮影：加藤十大
- 照明：志村昭裕
- 録音：西條博介
- 美術・装飾：田口貴久
- 編集：目見田健
- 音響効果：渋谷圭介
- 演技事務：出射均
- 助監督：大津是
- 制作担当：伊藤友子
- 制作協力：芳賀正光
- 衣裳：岡本華菜子
- メイク：梅原さとこ
- ステージ衣裳デザイン：ファッションドリーマーD
- ゴクドルズ振付・指導：左 HIDALI
- VFXプロデューサー：芳賀寛之（HIプロジェクト）
- ドラマ「ゴクドルズ」製作委員会（東映ビデオ、ユニバーサルミュージック）
- 制作プロダクション：エクセレントフィルムズ

#### 放送日程
| 各話   | 放送日   | 放送日  | サブタイトル               | 脚本                         |
| 各話   | 毎日放送 | TBS     | サブタイトル               | 脚本                         |
| ------ | -------- | ------- | -------------------------- | ---------------------------- |
| 第1話  | 2月18日  | 2月20日 | わしらアイドル始めました。 | 吹原幸太                     |
| 第2話  | 2月25日  | 2月27日 | わしら売れちゃいました。   | 吹原幸太                     |
| 第3話  | 3月04日  | 3月06日 | わしらの任侠道（人気追道） | 伊藤秀裕                     |
| 第4話  | 3月11日  | 3月13日 | わしらのルーツ             | 伊藤秀裕                     |
| 第5話  | 3月18日  | 3月20日 | わしら頑張ってます。       | 佐東みどり                   |
| 最終話 | 3月25日  | 3月27日 | わしらアイドル続けてます。 | 伊藤秀裕 吹原幸太 佐東みどり |

#### 放送局（テレビドラマ）
| 放送期間                | 放送時間                     | 放送局      | 対象地域   | 備考   |
| ----------------------- | ---------------------------- | ----------- | ---------- | ------ |
| 2019年2月18日 - 3月25日 | 月曜 0:50 - 1:20（日曜深夜） | 毎日放送    | 近畿広域圏 | 製作局 |
| 2019年2月20日 - 3月27日 | 水曜 1:28 - 1:58（火曜深夜） | TBSテレビ   | 関東広域圏 |        |
| 2019年3月1日 - 4月5日   | 金曜 0:56 - 1:26（木曜深夜） | あいテレビ  | 愛媛県     |        |
| 2019年3月6日 - 4月10日  | 水曜 1:28 - 1:58（火曜深夜） | IBC岩手放送 | 岩手県     |        |
|                         | 水曜 1:35 - 2:05（火曜深夜） | 東北放送    | 宮城県     |        |
| 2019年3月7日 - 4月11日  | 木曜 1:30 - 2:00（水曜深夜） | 北陸放送    | 石川県     |        |
| 2019年3月9日 - 4月13日  | 土曜 1:25 - 1:55（金曜深夜） | 静岡放送    | 静岡県     |        |
| 2019年3月22日 - 4月26日 | 金曜 0:56 - 1:26（木曜深夜） | 熊本放送    | 熊本県     |        |

| 毎日放送・TBS ドラマイズム | 毎日放送・TBS ドラマイズム     | 毎日放送・TBS ドラマイズム |
| 前番組                     | 番組名                         | 次番組                     |
| -------------------------- | ------------------------------ | -------------------------- |
| ゆうべはお楽しみでしたね   | BACK STREET GIRLS -ゴクドルズ- | 賭ケグルイ season2         |

### CD（実写作品）
- ゴクドルズ［アイリ（岡本夏美）、マリ（松田るか）、チカ（坂ノ上茜）］『IDOL Kills』（2019年2月13日）[29][30][31]

| 初回限定盤A（CD+DVD） UPCH-29320、初回限定盤B（CD+フォトブック） UPCH-29321、通常盤（CD） UPCH-20509の3形態同時発売 |                                                                                                  |                  |                                   |                |       |
| # | タイトル                                                                                         | 作詞             | 作曲                              | 編曲           | 時間  |
| 1. | 「恋して♡愛して♡養って♡」(テレビドラマ『BACK STREET GIRLS -ゴクドルズ-』オープニングテーマ)      | 清竜人           | 清竜人                            | 清竜人         | 3:48  |
| 2. | 「恋のサカズキ」(映画『BACK STREET GIRLS -ゴクドルズ-』挿入歌)                                   | ジャスミン・ギュ | 設楽哲也                          | 設楽哲也       | 3:19  |
| 3. | 「あたたかいその指」(同上)                                                                       | ジャスミン・ギュ | 永塚健登                          | 水島康貴       | 3:46  |
| 4. | 「夢のシマヘ」(同上)                                                                             | ジャスミン・ギュ | 馬渕直純                          | 馬渕直純       | 3:19  |
| 5. | 「怒ってんの?」(同上)                                                                            | ジャスミン・ギュ | 和泉一弥                          | 水島康貴       | 4:16  |
| 6. | 「ありがとう」(同上)                                                                             | 原桂之介         | 廣瀬祐輝                          | 久下真音       | 4:06  |
| 7. | 「ヴィーナス」(映画『BACK STREET GIRLS -ゴクドルズ-』エンディングテーマ)                         | ORESAMA          | ORESAMA                           | 小島英也       | 4:06  |
| 8. | 「Why」(テレビドラマ『BACK STREET GIRLS -ゴクドルズ-』エンディングテーマ)                        | Rachel、Mamiko   | ryo takahashi、Rachel、Mamiko     | ryo takahashi  | 2:36  |
| 9. | 「妄想レッツGO!」(同上)                                                                          | YUC'e            | YUC'e                             | YUC'e          | 3:13  |
| 10. | 「酒と泪と男が女」(同上)                                                                         | HAN-KUN          | HAN-KUN                           | STAND ALONE    | 3:19  |
| 11. | 「Verbena」(同上)                                                                                | 最上もが         | AWOKI（Wee's）、杉坂天汰（Wee's） | AWOKI（Wee's） | 3:15  |
| 12. | 「ゴクドルミュージック (ゴクドルズ ver.)」(テレビドラマ『BACK STREET GIRLS -ゴクドルズ-』関連曲) | 大石昌良         | 大石昌良                          | 大石昌良       | 3:34  |
| 合計時間: | 合計時間:                                                                                        | 合計時間:        | 合計時間:                         | 合計時間:      | 42:37 |